# Transjordanien

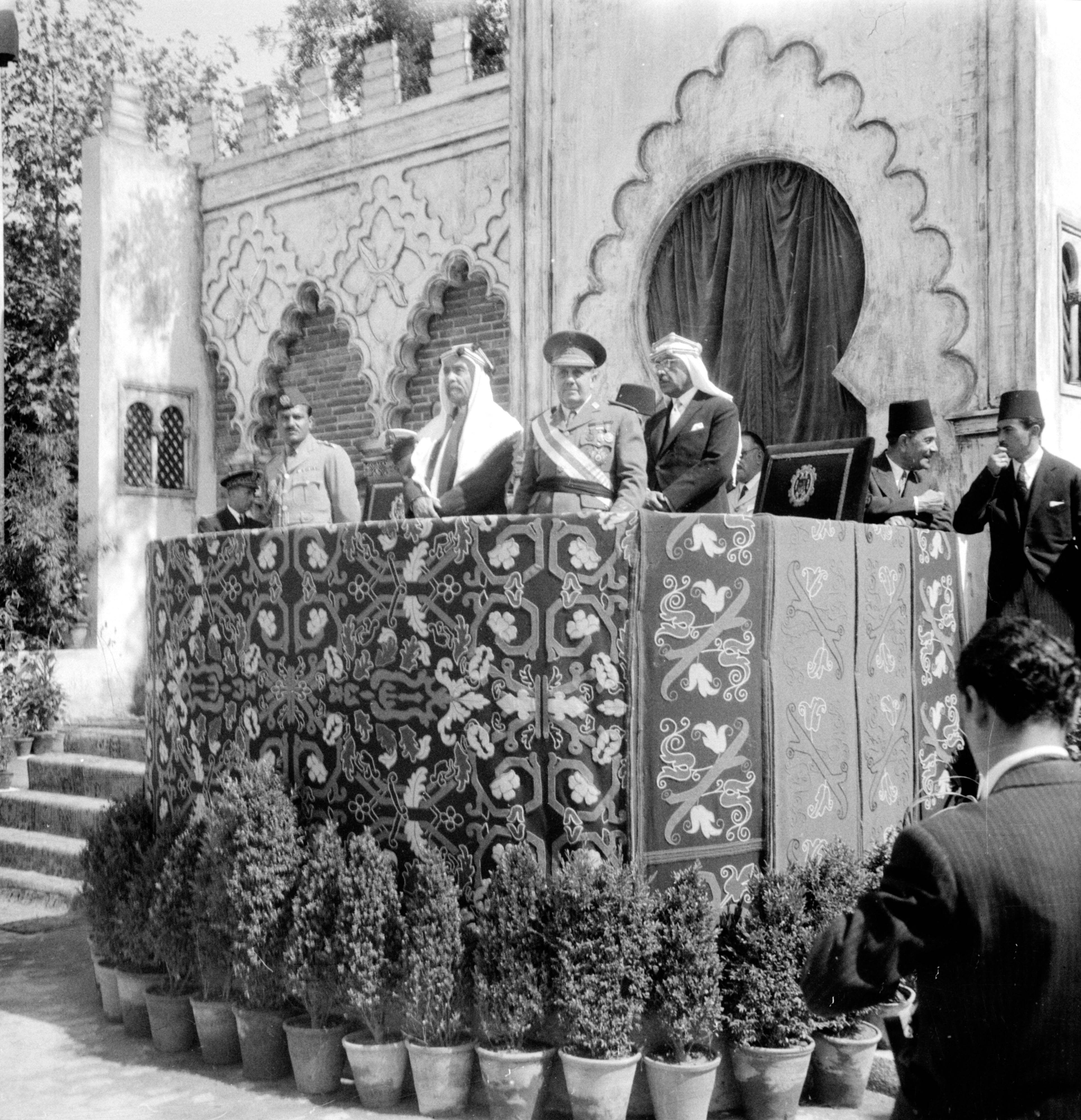
Kung Abdullah på statsbesök hos Francisco Franco i Spanien år 1949. Bild tagen av författaren Göran Schildt.

Transjordanien syftar, oftast historiskt, på området öster om (enligt ett visst synsätt bortom, därav trans-) floden Jordan, i stort sett liktydigt med Jordanien.
Området ingick fram till första världskriget i Osmanska riket. Efter detta rikes fall blev området en del av det Brittiska Palestinamandatet. År 1921 delades detta mandat i två delar, och området öster om Jordanfloden blev det autonoma emiratet Transjordanien. Abdullah ibn Hussein som var son till sharifen i Mekka, Hussein ibn Ali insattes som emir.
Invånarna i Transjordanien uppgick till omkring 240 000, av vilka omkring 220 000 var muslimska och 10 000 kristna araber samt 10 000 kaukasier, huvudsakligen tjerkesser, som förflyttats dit efter rysk-turkiska kriget 1877–1878.
Genom ett fördrag 1946 erkände Storbritannien Transjordanien som självständigt kungadöme men säkrade sig rätten att förlägga trupper och upprätta flygbaser i landet.
Efter det arabisk-israeliska kriget 1948–1949 byttes namnet till det hashimitiska kungariket Jordanien, eftersom landet genom annekteringen  av Västbanken inte enbart låg "bortom" Jordan. Det dittillsvarande Transjordanien kallades därefter också Östbanken. Landet har sedan behållit namnet trots att Västbanken gick förlorad 1967 och landet senare sade upp sina anspråk på det området.
Abdullah ibn Hussein tillhörde den hashimitiska ätten och var emir (regent) av Transjordanien från 1921 och kung av Jordanien från 1946 till 1951.